# Ninheira
Ninheira là một đô thị thuộc bang Minas Gerais, Brasil. Đô thị này có diện tích 1114,242 km², dân số năm 2007 là 10414 người, mật độ 8,8 người/km².